# Le Baiser de Mary Pickford
Pour plus de détails, voir Fiche technique et Distribution.
Le Baiser de Mary Pickford (en russe : Поцелуй Мэри Пикфорд - Potseluy Meri Pikford) est une comédie soviétique réalisée par Sergueï Komarov et coécrite avec Vadim Cherchenevitch, sortie en 1927.

## Synopsis
Contrôleur des billets d'entrée dans un cinéma moscovite, Goga Palkine est amoureux d'une étudiante en art dramatique, Doussia Galkina. Celle-ci rêve de gloire et espère devenir une actrice célèbre. Identifiant Goga à son acteur fétiche, Douglas Fairbanks, elle lui promet de l'aimer s'il accède à la célébrité. Goga, hanté par cette promesse, s'introduit dans une équipe de tournage et apprend que la célèbre actrice américaine Mary Pickford va bientôt arriver au studio accompagnée de son mari, Douglas Fairbanks. Arrivés en train, les deux acteurs saluent la foule en liesse bordant les rues de Moscou et atteignent le studio. Goga tente de démontrer ses talents d'acteur, mais se montre maladroit. La grande vedette, amusée par son attitude, propose de tourner une scène d'amour et le choisit comme partenaire. Elle lui donne un baiser, ce qui le rend instantanément célèbre. Les stars américaines reparties, Goga garde précautionneusement les traces du baiser de Mary Pickford sur sa joue. Une foule d'admiratrices le poursuit en rue et le dépouille même de ses vêtements. En fin de compte, Goga en a assez d'être traqué et épié en permanence. Aidé par Doussia, il efface l'empreinte du rouge à lèvres de Mary Pickford, choquant des dizaines de fans par son geste.
Goga retourne à son poste au cinéma, mais maintenant, Doussia n'a plus honte d'être accompagnée par son soupirant.

## Distribution
- Igor Ilinski : Goga
- Anel Soudakevitch : Douzya Galkina
- Mary Pickford : elle-même[1]
- Douglas Fairbanks : lui-même
- Vera Malinovskaia : elle-même (caméo)
- Nikolai Rogojine
- Abram Room
- M Rosenstein : la grande psychopathe
- N. Sizova : la petite psychopathe
- M. Rosenberg

## Projections contemporaines
- février 1991 : Festival du film international de Berlin
- février 2009 : San Francisco Silent Film Festival (en) au Castro Theatre

## Analyse
Le film, avec Igor Ilinski dans le rôle principal, est surtout connu aujourd'hui en raison de la présence à l'écran en caméo du couple Mary Pickford et Douglas Fairbanks, deux acteurs figurant à l'époque parmi les plus grandes vedettes du cinéma mondial. Le réalisateur a profité de la visite du couple à Moscou à la mi-juillet 1926 pour inclure des images des deux stars dans son film. Cette visite en Union soviétique s'est révélée triomphale. Ainsi la revue Kino, qui a toujours conspué le cinéma américain et prôné le cinéma non-joué, consacre la moitié de ses numéros 29 et 30 à la venue des deux acteurs, et ce en des termes dithyrambiques.